# OpenFormula
OpenFormula se imenujeta osnutek odprtega standarda za izmenjavo preračunanih formul preglednice in projekt, ki skrbi za to specifikacijo. OpenFormula je osnutek dodatka k standardu OpenDocument (ISO/IEC 26300).  OpenFormula je predlagal in v izvirniku zasnoval David A. Wheeler.

## Zgodovina

### Razprave o potrebi po standardu
OpenDocument 1.0 je specifikacija za izmenjavo pisarniških dokumentov in je v cleoti zmožna opisati matematične formule, ki so prikazane na zaslonu (na podlagi vnovične uporabe standarda MathML). Prav tako v celoti omogoča izmenjavo podatkov iz preglednice, oblik, vrtilnih tabel in drugih informacij, ki so navadno vključene v preglednicah. OpenDocument omogoča izmenjavo furmul iz preglednic (formul, ki se preračunajo v preglednici); formule se izmenjujejo kot vrednosti atributa tabela:formula.
Kljub temu so mnogi menili, da oblikovanje in pomen atributa tabela:formula nista dovolj natančno določena. Različica OpenDocument 1.0 specifikacija določa formule v preglednicah na podlagi niza enostavnih primerov, ki prikazujejo napr. kako določiti obsege ali funkcijo SUM(). Nekateri kritiki trdijo, da bi bilo treba ustvariti podrobnejšo in natančnejšo specifikacijo funkcij v preglednicah, vključno z njihovim oblikovanjem in pomenom, ki bi te primere še poudarila.

Komite OpenDocument je takrat trdil, da to ni bilo v njihovi pristojnosti. 